# Большая Боровка (деревня)
Большая Боровка — деревня в составе Кадинского сельсовета Могилёвского района Могилёвской области Белоруссии.

## Географическое положение
Ближайшие населённые пункты: Могилёв, Тараново.

## Инфраструктура
В Большой Боровке по адресу ул. Школьная, 68А расположена кондитерская фабрика — OOO «Юниаква».